# 好古園
好古園（こうこえん）は兵庫県姫路市の姫路公園（姫路城）内にある日本庭園。正式名は姫路城西御屋敷跡庭園好古園。「好古園」とは、江戸時代に現在の庭園入口付近に存在した藩校「好古堂」に因むものである。

## 概要
古地図『姫路侍屋敷図』を基に特別史跡地の姫路城西御屋敷跡・旧市之橋で発掘調査で確認された西御屋敷（1618年〈元和4年〉造営）・武家屋敷等の遺構をそのまま生かして作庭された総面積3.5ヘクタールの池泉回遊式庭園群である。9つの日本庭園で構成され、其々が屋敷割遺構どおりに築地塀等で仕切られていることを特徴とする。各庭園入口には長屋門・屋敷門、園内には渡り廊下など江戸時代の建築が再現されていることなどから、時代劇や大河ドラマの撮影地にもなっている。造園学者の中村一ほか、地元の若手造園家の協力により庭園の設計が行われた。運営管理は姫路市。開園は姫路市制100周年にあたる1992年（平成2年）4月29日。好古園入口の扁額は、結城義聞の子息の元東京大学教授・結城令聞の書である。
2017年（平成29年）3月、入場者数が500万人を超えた。

## 庭園
- 御屋敷の庭 - 西御屋敷跡に位置する本園最大の池泉回遊式庭園。姫山原生林を借景とする。250匹の錦鯉が生息する大池は瀬戸内海の風景を表すとされる。
  - 活水軒 - 庭園に面するレストラン
  - 渡り廊下
  - 潮音斎
- 茶の庭 - 茶庭
  - 茶室「双樹庵」 - 裏千家家元千玄室設計の本格的数奇屋建築[1]。
- 築山池泉の庭
  - 四阿「臨泉亭」
- 松の庭
- 夏木の庭
  - 四阿「鷲望亭」
- 流れの平庭 - 姫路城連立天守を借景とする
  - 四阿「流翠亭」
- 竹の庭 - 15種類の竹を植栽
  - 四阿「聞竹亭」
- 花の庭
  - 四阿「花笠亭」

## 撮影された主な作品
- 水戸黄門
- 暴れん坊将軍
- 大岡越前
- るろうに剣心

## 利用情報
- 開園時間 - 9時 ～17時（入園は16時30分まで、季節により時間延長あり）
- 休園日 - 12月29日・12月30日
- 所在地 - 〒670-0012 兵庫県姫路市本町68

## 交通アクセス
- 山陽姫路駅（山陽電車）徒歩約14分
- 姫路駅（JR西日本）徒歩約15分